# Mario Hernig
Mario Hernig (né le 3 décembre 1959 à Chemnitz) est un coureur cycliste est-allemand. Il a été médaillé de bronze du championnat du monde de poursuite amateur en 1982 et médaillé de bronze puis d'argent du championnat du monde de poursuite par équipes amateur en 1982 et 1983.

## Palmarès sur piste

### Championnats du monde
- Leicester 1982
  -  Médaillé de bronze de la poursuite individuelle amateurs
  -  Médaillé de bronze de la poursuite par équipes amateurs
- Zurich 1983
  -  Médaillé d'argent de la poursuite par équipes amateurs

### Jeux de l'Amitié
- 1984
  -  Médaillé d'or de la poursuite par équipes (avec Volker Winkler, Bernd Dittert, Carsten Wolf et Gerald Mortag)

### Championnats d'Allemagne de l'Est
- 1979
  -  Champion d'Allemagne de l'Est de poursuite par équipes (avec Harald Wolf (de), Matthias Wiegand)
- 1980
  -  Champion d'Allemagne de l'Est de poursuite par équipes (avec Harald Wolf (de), Matthias Wiegand)
- 1982
  -  Champion d'Allemagne de l'Est de poursuite par équipes (avec Harald Wolf (de), Jörg Stein et Steffen Stier (de))
- 1983
  -  Champion d'Allemagne de l'Est de poursuite par équipes (avec Harald Wolf (de))
- 1984
  -  Champion d'Allemagne de l'Est de poursuite individuelle
  -  Champion d'Allemagne de l'Est de poursuite par équipes (avec Harald Wolf (de))
- 1985
  -  Champion d'Allemagne de l'Est de poursuite individuelle

## Palmarès sur route
- 1982
  - 3e étape du Circuit des Ardennes
- 1983
  - Tour du Loir-et-Cher :
    - Classement général
    - Prologue et 4e étape

  - Tour de Thuringe
  - Olympia's Tour :
    - Classement général
    - 7eb étape (contre-la-montre)
- 1984
  - 2ea (contre-la-montre par équipes) et 8ea (contre-la-montre) étapes du Tour de Basse-Saxe
  - 2e et 5e (contre-la-montre) étapes du Tour de RDA
- 1985
  - Circuit des Ardennes
  - Tour de l'Oder
- 1986
  - 2e du Tour de Basse-Saxe
- 1990
  -  Champion d'Allemagne du contre-la-montre par équipes (avec Wolfgang Lötzsch (de), Bernd Dittert et Patrick Lahmer)
  - 3e du Tour de Norvège
- 1991
  - 7eb étape du Tour de Basse-Saxe (contre-la-montre)
  - Ronde de l'Isard